# Rajshree Pathy
Rajshree Pathy, née Rajshree Vardaraj le 15 avril 1956 à Coimbatore, dans l'État du Tamil Nadu, dans l'Inde du Sud,  est une femme d'affaires indienne, chef d'entreprise à la tête du conglomérat Rajshree Sugars & Chemicals.

## Biographie
Elle appartient à la quatrième génération d'une famille de fabricants textiles, installée à Coimbatore dans les années 1930. Son père, G. Vardaraj, est un industriel et un parlementaire, qui s'est consacré également au développement d'établissements scolaires et universitaires, et de structures médicales. A 17 ans, elle épouse S. Pathy, lui aussi entrepreneur.
Dans les années 1980, elle travaille dans l'entreprise de son père, et en diversifie l'activité, en investissant dans l'industrie sucrière. Au début des années 1990, son père décède et elle reprend la direction des entreprises industrielles qu'il dirigeait. Elle continué à diversifier leurs activités et constitue un groupe, Rajshree Sugars & Chemicals, présent dans le sucre, l’alcool et l'énergie.
Elle a été la première femme à la tête du syndicat patronal de l'iundustrie sucrière indienne. Elle est également présidente d'une association des femmes de l'Inde du Sud, la Siwa. Elle s'investit également dans le domaine culturel, avec sa fille, créant un institut d'art contemporain et un lieu d'exposition à Coimbatiore.